# 132
132（百三十二、ひゃくさんじゅうに）は自然数、また整数において、131の次で133の前の数である。

## 性質
- 132は合成数であり、約数は 1, 2, 3, 4, 6 ,11, 12 ,22, 33, 44, 66, 132 である。
  - 約数の和は336。
    - 30番目の過剰数である。1つ前は126、次は138。

  - 約数の和の平均が整数になる5番目の数である。1つ前は96、次は184。
- 6番目のカタラン数である。1つ前は42、次は429。

{\displaystyle 132={\frac {12!}{7!\times 6!}}={\frac {8\times 9\times 10\times 11\times 12}{1\times 2\times 3\times 4\times 5\times 6}}}
- 132 = 11 × 12
  - 11番目の矩形数である。1つ前は110、次は156。
  - 132 = 111 + 112 = 122 − 121
    - 11の自然数乗の和とみたとき1つ前は11、次は1463。

  - 132 = 2 + 4 + 6 + 8 + 10 + 12 + 14 + 16 + 18 + 20 + 22
  - 132 = 11 × σ(11) (ただし σ は約数関数)
    - n = 11 のときの n × σ(n) の値とみたとき1つ前は180、次は336。(オンライン整数列大辞典の数列 A064987)
- 132 = 22 × 3 × 11
  - 3つの異なる素因数の積で p2 × q × r の形で表せる5番目の数である。1つ前は126、次は140。(オンライン整数列大辞典の数列 A085987)
- 43番目のハーシャッド数である。1つ前は126、次は133。
  - 6を基とする6番目のハーシャッド数である。1つ前は114、次は150。
  - n を基とする n 番目のハーシャッド数である。1つ前は320、次は1015。（オンライン整数列大辞典の数列 A82260）
- 132の各桁を組み合わせ2桁の数を作ると12, 13, 21, 23, 31, 32であるが、これらすべての数を加えると132になる。このような性質をもつ最小の数である。次は264。(オンライン整数列大辞典の数列 A241754)
- 1/132 = 0.0075… (下線部は循環節で長さは2)
  - 逆数が循環小数になる数で循環節が2になる10番目の数である。1つ前は110、次は165。(オンライン整数列大辞典の数列 A070022)
- 約数の和が132になる数は2個ある。(86, 131) 約数の和2個で表せる15番目の数である。1つ前は128、次は140。
- 各位の和が6になる11番目の数である。1つ前は123、次は141。
- 各位の立方和が平方数になる18番目の数である。1つ前は126、次は162。(オンライン整数列大辞典の数列 A197039)
13 + 33 + 23 = 36 = 62
- 各位の積が6になる8番目の数である。1つ前は123、次は161。(オンライン整数列大辞典の数列 A199988)
  - 各位の和と各位の積が等しくなる12番目の数である。1つ前は123、次は213。(オンライン整数列大辞典の数列 A034710)
    - 各位の和と各位の積が等しくて元の数を余りなく割りきれる10番目の数である。1つ前は9、次は312。(オンライン整数列大辞典の数列 A280355)
- 132 = 22 + 82 + 82 = 42 + 42 + 102
  - 3つの平方数の和2通りで表せる28番目の数である。1つ前は125、次は137。(オンライン整数列大辞典の数列 A025322)
- 3桁以上の数で最大桁と最小桁で作る数で元の数を割り切れる8番目の数である。1つ前は130、次は135。(オンライン整数列大辞典の数列 A108343)
例．132 ÷ 12 = 11
  - 13…32 の形の数はすべて12の倍数である。(例．13…32 = 11…11 × 12)
- 132 = 53 + 23 − 13
  - n = 3 のときの 5n + 2n − 1n の値とみたとき1つ前は28、次は640。(オンライン整数列大辞典の数列 A155588)
- 桁で並べ替えをすると連続自然数になる27番目の数である。1つ前は123、次は213。(オンライン整数列大辞典の数列 A288528)
  - 連続整数からなる31番目の数である。1つ前は123、次は201。(オンライン整数列大辞典の数列 A215014)
- 132 = 142 − 64
  - n = 14 のときの n2 − 64 の値とみたとき1つ前は105、次は161。(オンライン整数列大辞典の数列 A098849)

## その他132に関すること
- 西暦132年
- 年始から数えて132日目は5月12日、閏年は5月11日。
- 第132代ローマ教皇はベネディクトゥス5世（在位：964年）である。
- 132 × 10−2 = 1.32 は代数方程式 x3 = x + 1 の実数解プラスチック数の近似値である。(オンライン整数列大辞典の数列 A060006)

## 関連事項
- 数の一覧